# Часовий потік

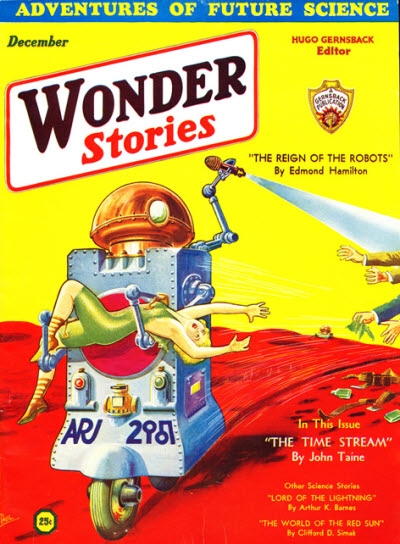
Часовий потік виходив у журналі Вандер сторіс у 1931 році.

«Часовий потік» (англ. The Time Stream) — науково-фантастичний роман американського письменника Джона Тейна (псевдонім Еріка Темпла Белла). Починаючи з грудня 1931 року роман у чотирьох частинах виходив у журналі «Вандер сторіс». Вперше опублікований у книжному форматі 1946 року видавництвом The Buffalo Book Company тиражем у 2 000 примірників, з яких продано було лише 500. Це перший роман, який розглядає час як течію.

## Сюжет
Роман розповідає про подорож у часі і пов'язує появу у всесвіті планети Еоса з землетрусом у Сан-Франциско 1906 року.

## Відгуки
Рецензент «Аналога» П. Шуйлер Міллер описав «Часовий потік» як «найдивніший з усіх романів Джона Тейна», зробивши висновок, що він «був менш потужним», ніж інші фантастичні твори Тейна, «оскільки він намагається робити занадто багато». Еверет Ф. Блейлер зазначив, що «він [роман] загалом визнається найкращим романом Тейна, незважаючи на його дещо заплутану презентацію та дуже амбівалентну тему»; він зробив висновок, що амбівалентність «робить роман цікавим».